# Agitacija (politika)
Agitacija, tudi agitirati (lat. agitāre; pretresati, burkati, močno gibati) je politična dejavnost, sredstvo boja političnih strank za pridobivanje in vzgojo somišljenikov.
Po oktobrski revoluciji se je v Sovjetski zvezi uveljavila tako imenovana Agitacija in propaganda imenovana Agitprop. Namen agitpropa je izhajal iz teorije komunistov o nujnosti oblikovanja revolucionarne in socialistične zavesti ljudskih množic na osnovi kratkoročnih in dolgoročnih ciljev komunistične partije. Za prvotno zasnovo agitpropa je bila značilna tako usmerjenost k odrskim postavitvam (Agitka), uporabi plakata kot tudi novim tehnologijam (radio, film), ter drugim organizacijskim sredstvom.